# Rozhledna Hraniční meandry Odry
Rozhledna Hraniční meandry Odry nebo také Vyhlídková věž na meandrech (polsky Wieża widokowa Graniczne meandry Odry nebo Wieża widokowa na meandrach) je celoročně volně přístupná zastřešená rozhledna umístěná na železobetonovém základu a postavená z oceli a dřeva. Rozhledna se nachází na levém břehu řeky Odry u česko-polské státní hranice východně od vesnice Zabełków v gmině (okrsku) Krzyżanowice v okrese Racibórz ve Slezském vojvodství v Polsku. Rozhledna má tři vyhlídkové plošiny, výšku 27 m a je přístupná z polské strany od (Zabełkowa nebo Chałupek) po zpevněné cyklostezce/turistické stezce. Na vrchol vede točité vnitřní schodiště. Věž byla slavnostně otevřena 14. října 2017. U rozhledny se také nachází turistický přístřešek s možností posezení. Z rozhledny je malebný výhled na přírodní meandry Odry a česko-polské pohraničí.

## Další informace
Na opačném břehu řeky Odry se nachází Přírodní památka Hraniční meandry Odry a také Bývalý přístav (Šunychl). Rozhledna se také nachází na trase naučné stezky Ścieżka przyrodnicza Meandry Rzeki Odry a cyklistické trasy Pętla - Meandry Rzeki Odry.

## Galerie

Informační tabule u rozhledny
Na horní plošině rozhledny.
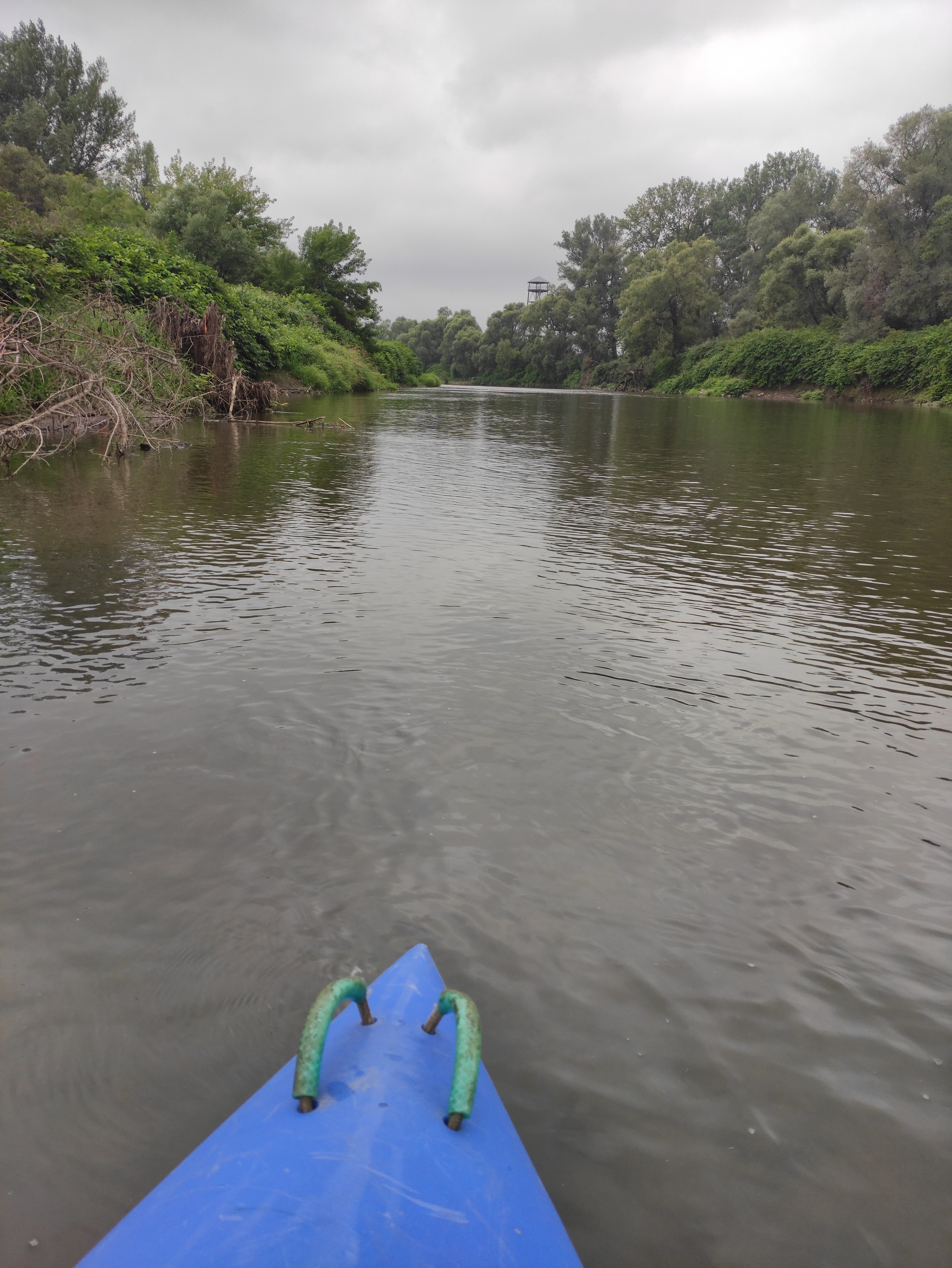
Řeka Odra a v pozadí Rozhledna Hraniční meandry Odry.
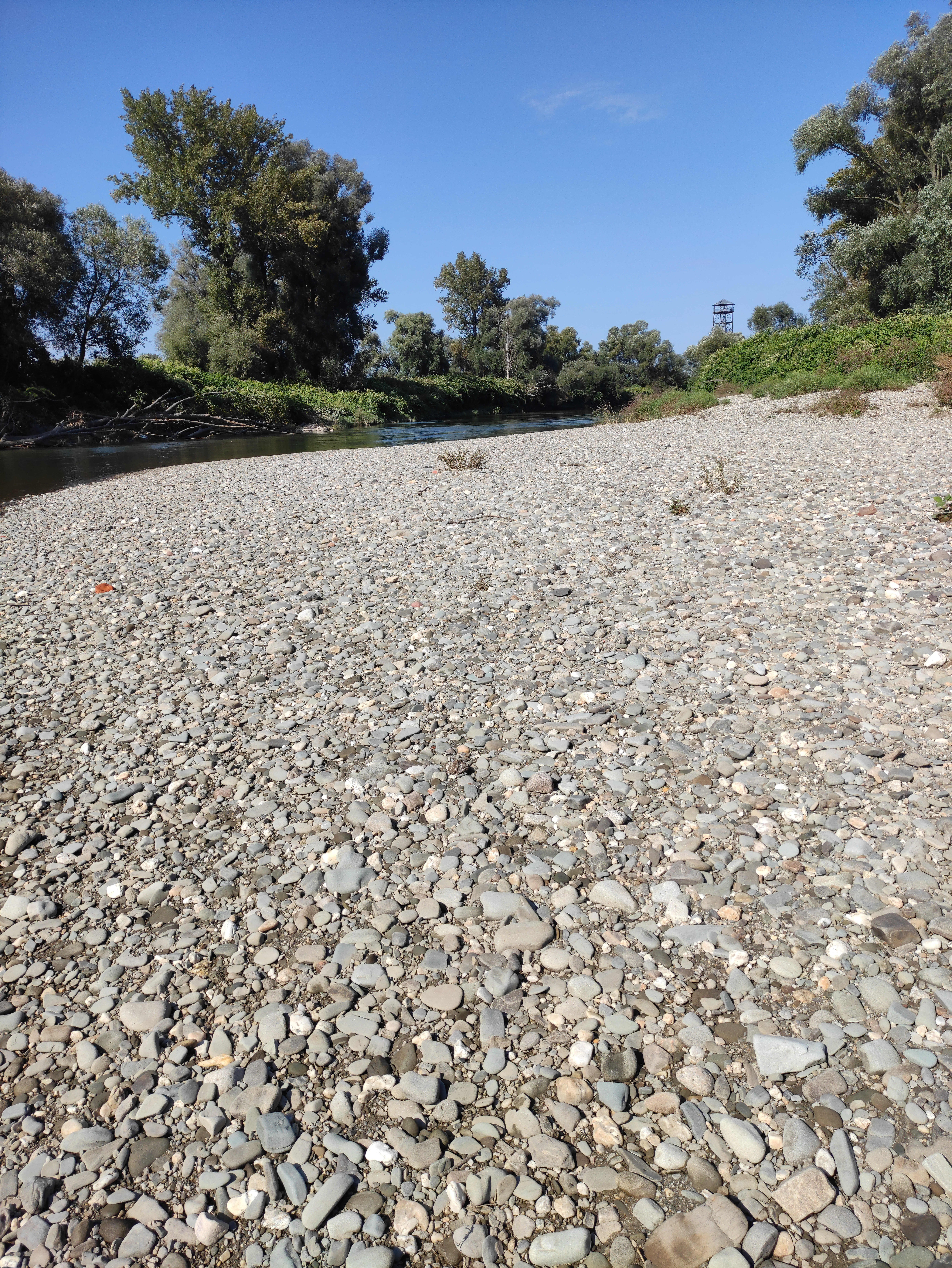